# Rectoria de Miravé
La Rectoria de Miravé és un edifici de Pinell de Solsonès (Solsonès) inclòs a l'Inventari del Patrimoni Arquitectònic de Catalunya.

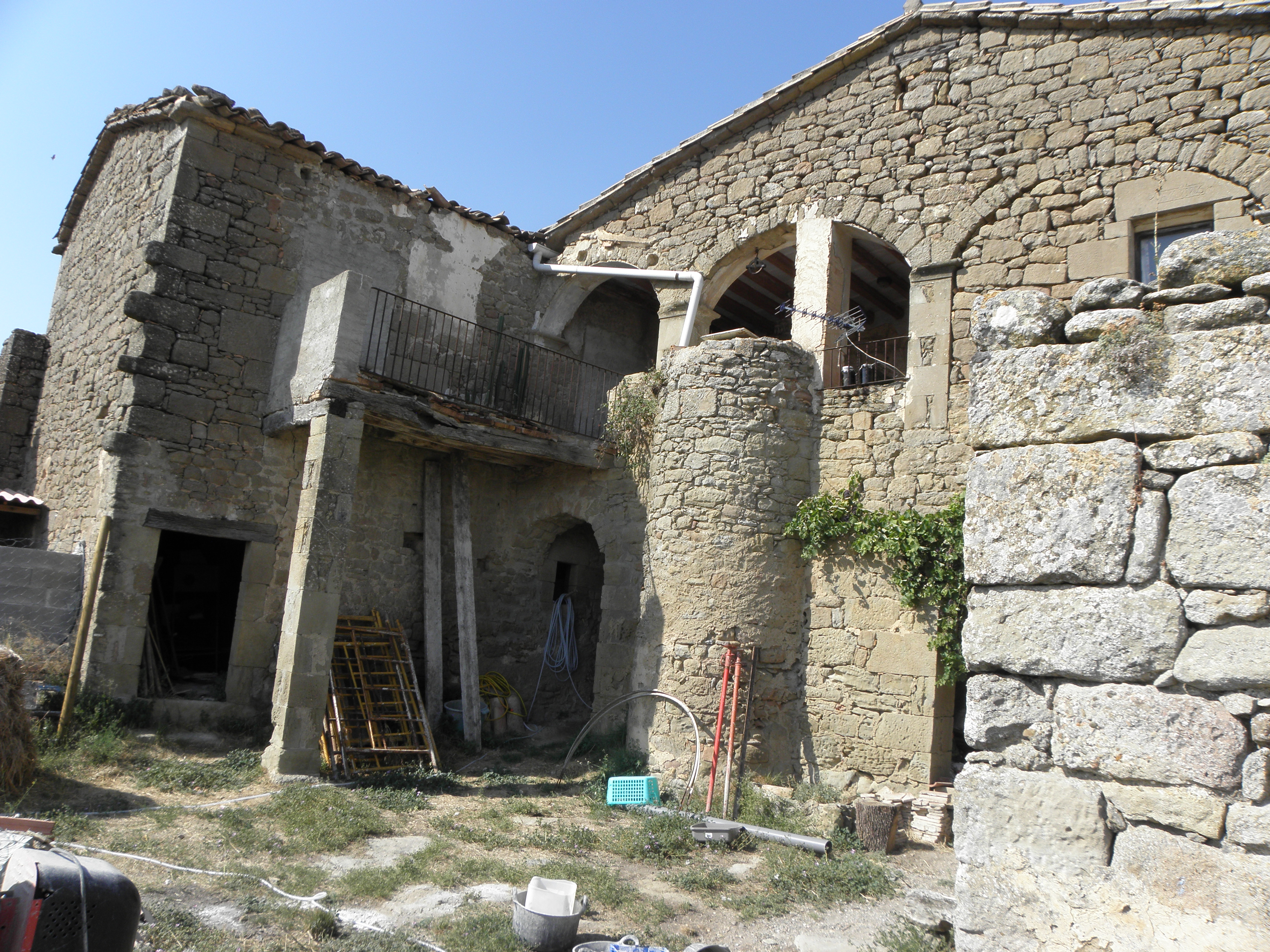
El pou de la façana nord-oest

## Descripció
Edifici format per diversos cossos annexats però tots ells amb teulada a dos vessants, a diferents alçades però tots amb el carener seguint la mateixa direcció. El cos principal consta de planta baixa, dos pisos i golfes i té adossat un altre de planta baixa i un pis. Davant d'aquest últim s'adossa una altra construcció de forma perpendicular on s'obre una gran galeria al primer pis i un porxo a la planta baixa. En tota la casa es combinen les obertures allindades i els arcs de mig punt.
Hi ha un pou que puja adossat a la façana fins al primer pis. Un mur envolta el recinte.